# 올챙이국수
올챙이 국수는 옥수수를 재료로 하여 올챙이 모양으로 만든 국수를 말한다. 국수 반죽을 바가지에서 걸러낼 때 올챙이와 같은 모양으로 떨어진다고 하여 붙여진 이름이다. 충청북도 진천군, 전북특별자치도 무주군과 강원특별자치도 정선군이나 평창군 등 산간 지방에서 주로 먹는다. 만화 장금이의 꿈에도 나왔다
옥수수 대신 도토리를 사용하여 만드는 도토리 올챙이 국수도 있다.